# ニーアル・ファーガソン
- ニーアル・ファーガソン
- ニール・ファーガソン

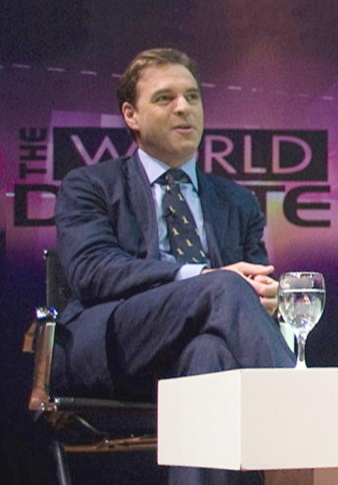
ニーアル・ファーガソン

ニーアル・ファーガソン（Niall Ferguson [ˈniːl ˈfɜːrgəsən]、1964年4月18日 - ）は、スコットランド出身の歴史学者、ジャーナリスト。専門は、経済史・金融史。妻はオランダの政治家、アヤーン・ヒルシ・アリ。

## 略歴
英国スコットランドの都市グラスゴーに生まれる。医者である父と物理の教師である母には、無神論者として育てられた。
1986年にオックスフォード大学モードリン・カレッジ卒業、1989年同大学にて博士号取得。博士論文のタイトルは「インフレーション下のドイツにおけるビジネスと政治――ハンブルク、1914年～1924年」。
ケンブリッジ大学フェローやオックスフォード大学教授、ニューヨーク大学スターン経営学大学院教授を経て、2004年から現職。また、スタンフォード大学フーヴァー戦争・革命・平和研究所やオックスフォード大学にてシニアフェロー、北テキサス大学バルサンティ軍事史センターのアドバーサリーフェローも務める。
2004年、雑誌タイムの「世界で最も影響力のある100人」で選ばれる。
歴史学者ジョン・ルイス・ギャディスは、2004年7月25日の米紙『ニューヨーク・タイムズ』にて、ファーガソンの主張は説得力がなく、矛盾していると批判した。

## 著書

### 単著
- Paper and Iron: Hamburg Business and German Politics in the Era of Inflation, 1897-1927, (Cambridge University Press, 1995).
- The Pity of War, (Allen Lane, 1998).
- The House of Rothschild vol. 1: Money's Prophets 1798-1848, (Viking, 1998).
- The House of Rothschild vol. 2: The World's Banker, 1849-1999, (Viking, 1999).
- The Cash Nexus: Money and Power in the Modern World, 1700-2000, (Penguin Books, 2001).
- Empire: How Britain Made the Modern World, (Allen Lane, 2003).

山本文史訳『大英帝国の歴史』 中央公論新社（上・下）, 2018年　
- Colossus: the Rise and Fall of the American Empire, (Penguin Books, 2004).
- 1914: Why the World Went to War, (Penguin Books, 2005).
- The War of the World: Twentieth-century Conflict and the Descent of the West, (Penguin Press, 2006).

仙名紀訳『憎悪の世紀――なぜ20世紀は世界的殺戮の場となったのか』 早川書房（上・下）, 2007年
- The Ascent of Money: A Financial History of the World, (Penguin Press, 2008).

仙名紀訳『マネーの進化史』 早川書房, 2009年
- Civilization: the West and the Rest, Penguin Press, 2011.

仙名紀訳『文明――西洋が覇権をとれた6つの真因』 勁草書房, 2012年
- The Great Degeneration, Penguin Books, 2013.

櫻井祐子訳『劣化国家』東洋経済新報社, 2013年
- KISSINGER:1923-1968 THE IDEALIST— (2015).New York: Penguin Press.

村井章子訳『キッシンジャー 1923-1968 理想主義者』Ⅰ、Ⅱ 日経BP社, 2019年
- The Square and the Tower: Networks, Hierarchies and the Struggle for Global Power,2018

柴田裕之訳『スクエア・アンド・タワー　―ネットワークが創り変えた世界』（上・下）東洋経済新報社,2019年

### 編著
- Virtual History: Alternatives and Counterfactuals, (Picador, 1997).

### 共著
- "Reversing Gears: Project Syndicate's Year in Review 2013" (Project Syndicate, 2013)
- 安倍晋三、朴槿恵ほか『世界論』（土曜社、2014年）[2]